# Tabatièregewehr

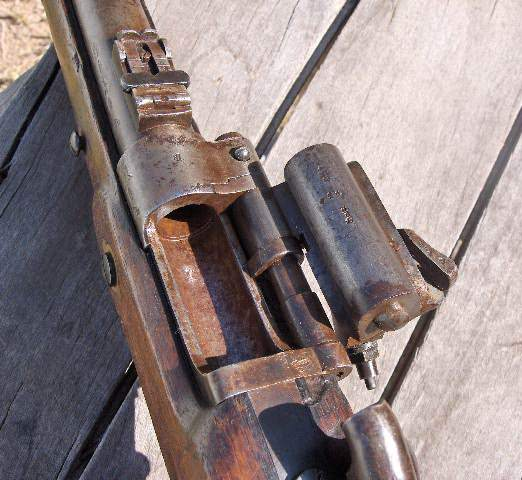
Offener Snider-Enfield Verschluss die Ausgangsbasis der Tabatièregewehre

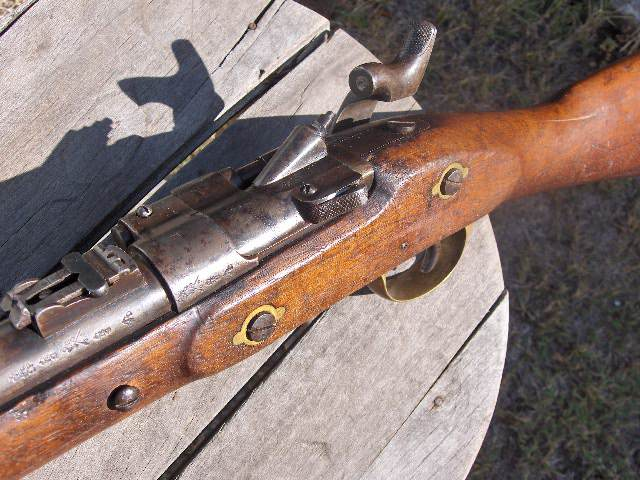
Geschlossener Snider-Enfield Verschluss die Ausgangsbasis der Tabatièregewehre

Das Tabatièregewehr ist eine Weiterentwicklung der Snider-Enfield Rifle mit einem massiven Klappenverschluss.

## Geschichte
Der Begriff Tabatière kommt aus dem Französischen und bedeutet so viel wie Schnupftabaksdose. Das Tabatièregewehr erhielt seinen Namen wegen der Form seiner Verschlussklappe. Man spricht beim Verschluss auch häufig vom Dosenverschluss. Das Gewehr wurde mit dem relativ großen Kaliber 17,8 mm hergestellt. Es ist deshalb hinter dem Patronenlager sehr weit ausgeschnitten, um das reibungslose Ausstoßen der Patronenhülse zu ermöglichen. Das Tabatièregewehr ist eine der zahlreichen Varianten, die auf den Snider-Enfield-Gewehren aufbauen.
Tabatièregewehre wurden von den Chassepot-Gewehren ersetzt, im Deutsch-Französischen Krieg 1870/71 waren aber noch einige französische Einheiten mit Tabatièregewehren ausgerüstet.